# Sciopsyche remissa
Sciopsyche remissa là một loài bướm đêm thuộc phân họ Arctiinae, họ Erebidae.